# Paulo Baier
Paulo César Baier (nacido el 25 de octubre de 1974), conocido como Paulo Baier, es un exfutbolista y entrenador brasileño de fútbol.

## Carrera de juego
Inició su carrera a los 12 años, entrenando con el equipo juvenil de Gaúcho. En 1991, después de representar a los equipos aficionados locales Esporte Clube Flamengo Vila Santo Antônio y Sociedade Recreativa Esportiva Chorão, realizó una prueba en São Luiz.
Posteriormente, Baier se unió a la configuración juvenil del club, pero se convirtió en lateral derecho durante su formación. Ascendido al primer equipo en 1995 y conocido como Paulo César, fue utilizado regularmente durante su etapa de dos años.
En 1997, Baier fichó por el Criciúma de la Serie A Brasileña, tras impresionar en un partido amistoso contra el club. Hizo su debut con el club el 5 de julio, comenzando en un empate 1-1 como visitante contra América RN, y anotó su primer gol el 12 de octubre, anotando el último en la victoria fuera de casa por 2-0 ante Bahía.
A mediados de 1998, después de ganar el Campeonato Catarinense del año, Baier se mudó al Atlético Mineiro (dos períodos). Utilizado con moderación, representó posteriormente a Botafogo, Vasco da Gama, América Mineiro y Pelotas antes de regresar a Criciúma en 2002.
Como el club ya contaba con un Paulo César en la plantilla, inicialmente se le conocía como Paulo César Baier, pero fue "demasiado tiempo". Luego comenzó a llamarse Paulo Baier, y fue un titular habitual cuando el club ganó la Série B. En la final, anotó un triplete en una derrota por 4-1 en casa de Fortaleza. 
Antes de la temporada 2004, Baier se mudó al Goiás también en la categoría principal. Marcó 15 goles en la liga, la mejor marca de su carrera, durante la campaña y agregó ocho más en 2005; en este último año también terminó el Campeonato Goiano como máximo goleador, con 12 goles.
El 7 de diciembre de 2005, Baier firmó un contrato de dos años con Palmeiras. El 16 de marzo de 2007, luego de no haber pagado salarios, regresó a Goiás.
El 5 de enero de 2009, Baier se trasladó a Sport Recife, pero rescindió su contrato en junio tras varios altercados con el técnico Nelsinho Baptista. Luego pasó al Atlético Paranaense.
El 30 de diciembre de 2013, con 39 años, Baier regresó a su club principal, el Criciúma, tras expirar su contrato con el Atlético. Titular habitual, marcó nueve goles en todas las competiciones, ya que su equipo sufrió el descenso.
Baier representó a clubes de su estado natal en sus dos últimas campañas, jugando en el Ypiranga, Juventude y en el primer club, São Luiz. Anunció su retiro el 7 de junio de 2016, a la edad de 41 años, y terminó su carrera de 21 años como el segundo máximo goleador de la Série A en el formato de todos contra todos, con 106 goles.

## Carrera de entrenador
El 12 de febrero de 2017, Baier fue anunciado como el nuevo entrenador de Panambi, pero rechazó la oferta al día siguiente. El 14 de agosto fue nombrado gerente del Toledo Esporte Clube, pero recién en diciembre asumió las riendas del club.
El 1 de agosto de 2018, Baier fue nombrado entrenador del Próspera, vecino del Criciúma, y ganó la tercera división del Campeonato Catarinense en su primera temporada a cargo. Se fue en 2019 para hacerse cargo de Brusque y volvió a Toledo en 2020.
De vuelta en Próspera en 2020, Baier llevó al club al título de la segunda división del Catarinense. El 4 de mayo de 2021 regresó al Criciúma después de seis años, pero ahora como técnico. 
El 4 de octubre de 2021, a pesar de llevar a Criciúma a las etapas finales de la Serie C de 2021 fue despedido. El 14 de febrero de 2022 reemplazó a Pingo al frente de su primer equipo profesional, el São José, pero fue despedido el 15 de marzo.
El 23 de mayo de 2022 reemplazó a Leandro Zago al frente del Botafogo-SP también en la tercera división. Llevó al club a un ascenso en la Série C de 2022, pero fue despedido el 21 de febrero de 2023, a pesar de liderar su grupo en el Campeonato Paulista de 2023.

## Clubes

### Como futbolista
| Club                     | País   | Año         |
| ------------------------ | ------ | ----------- |
| São Luiz-RS              | Brasil | 1996 - 1997 |
| Criciúma                 | Brasil | 1997 - 1998 |
| Atlético Mineiro         | Brasil | 1998        |
| Botafogo                 | Brasil | 1999 - 2001 |
| Vasco da Gama (cedido)   | Brasil | 1999        |
| América Mineiro (cedido) | Brasil | 2000        |
| Atlético Mineiro         | Brasil | 2001        |
| América Mineiro          | Brasil | 2001        |
| Pelotas                  | Brasil | 2002        |
| Criciúma                 | Brasil | 2002 - 2003 |
| Goias                    | Brasil | 2004 - 2005 |
| Palmeiras                | Brasil | 2006 - 2007 |
| Goias                    | Brasil | 2007 - 2008 |
| Sport Recife             | Brasil | 2009        |
| Atlético Paranaense      | Brasil | 2009 - 2013 |
| Criciúma                 | Brasil | 2014        |
| Ypiranga                 | Brasil | 2015        |
| Juventude                | Brasil | 2015        |
| São Luiz-RS              | Brasil | 2016        |

### Como entrenador
| Club        | País   | Año       |
| ----------- | ------ | --------- |
| Toledo      | Brasil | 2018      |
| Próspera    | Brasil | 2018      |
| Brusque     | Brasil | 2019      |
| Toledo      | Brasil | 2020      |
| Próspera    | Brasil | 2020-2021 |
| Criciúma    | Brasil | 2021      |
| São José-RS | Brasil | 2022      |
| Botafogo-SP | Brasil | 2022-2023 |

## Palmarés

### Como futbolista
Criciúma
- Campeonato Catarinense: 1998
- Campeonato Brasileiro Serie B: 2002

Botafogo
- Torneio Río-São Paulo: 1999

América Mineiro
- Copa Sur Minas: 2000

Sport Recife
- Campeonato Pernambucano: 2009

### Como entrenador
Próspera
- Campeonato Catarinense Série C: 2018
- Campeonato Catarinense Série B: 2020

### Distinciones individuales
- Bola de Prata: 2004
- Máximo goleador del Campeonato Goiano: 2005 (12 goles)
- Campeonato Brasileiro Série A Equipo del año: 2013[16]

## Vida personal
El hermano menor de Baier, Éder, también era futbolista. También representó a São Luiz.